# Burie
Burie är en kommun i departementet Charente-Maritime i regionen Nouvelle-Aquitaine i västra Frankrike. Kommunen ligger  i kantonen Burie som ligger i arrondissementet Saintes. År 2022 hade Burie 1 337 invånare.

## Befolkningsutveckling
Antalet invånare i kommunen Burie
Referens:INSEE